# Compagnie du tramway d'Oran à Hammam Bou-Hadjar

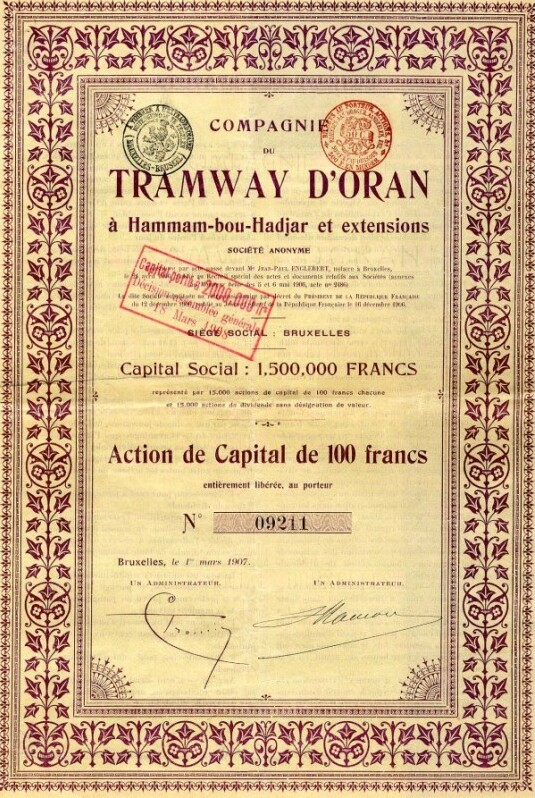
Compagnie du tramway d'Oran à Hammam bou-Hadjar et extensions, Bruxelles, le 1^{er} mars 1907

La Compagnie du tramway d'Oran à Hammam Bou-Hadjar exploitait un tramway à vapeur à voie étroite en Algérie entre Oran et Hammam Bou Hadjar. La mise en service du tramway a lieu en 1911 et la ligne est fermé en 1949. L'écartement de la voie est de 1 055 mm. La ligne a une longueur de 72 kilomètres.
La Compagnie du Tramway d'Oran à Hammam Bou-Hadjar est une compagnie belge dont le siège est à Bruxelles. Elle est constituée le 21 avril 1908. Elle reprend la concession d'un chemin de fer à voie de 60 cm, initialement attribuée à Léon Jouane.
Ce chemin de fer très populaire est surnommé "le Bou You You".

## Liens
- Image de la gare de Hammam Bou-Hadjar
- Image d'une locomotive en gare de Hamam Bou-Hadjar